# Raniero II de Mónaco
Raniero II Grimaldi, señor de Mónaco (1350-1407), fue el monarca de Mónaco del 29 de junio de 1352 al 15 de agosto de 1357.

## Vida
Era el hijo de Carlos I, Señor de Mónaco y Lucchina Spinola. Él gobernó conjuntamente con su padre Carlos I, señor de Mónaco, el tío de su padre Antonio, señor de Mónaco y su hermano Gabriel, señor de Mónaco. Le entregó a Mónaco a los genoveses sitiadores por 20.000 fl. pero retuvo a Menton y Roquebrune.
Fue almirante de Languedoc y Senescal de Piamonte. Luchó con el ejército francés en la Batalla de Poitiers. Las terribles pérdidas de Francia en esa épica batalla llevaron a reformas militares radicales por parte del rey Carlos V de Francia. El puerto de Mónaco se benefició directamente de estos. Mientras escoltaba convoyes de buques mercantes franceses en el Canal de la Mancha, fue capturado por Juan de Lancaster, primer duque de Bedford. Juan de Lancaster vendió a su noble prisionero a su rey, Eduardo III de Inglaterra.

### Matrimonios e hijos
El primer matrimonio sin hijos con Hilaria del Carretto, hija de Jorge, Marqués de Finale y Noli y de su esposa, Leonor Fieschi.
Se casó en segundas nupcias con Isabel Asinari, y tuvieron por hijos a:
- Ambrosio, señor de Mónaco.
- Antonio, señor de Mónaco.(alternativamente Antoine).[3]
- Jaime de Mónaco.
- Juana de Mónaco.
- Juan I, señor de Mónaco.
- Gaspar de Mónaco.
- María de Mónaco.
- Grifeta de Mónaco.
- Enrique de Mónaco.

## Sucesión
Fue sucedido por sus tres hijos Ambrosio, Antonio y Juan, quienes gobernaron Mónaco conjuntamente.